# Princesse Ella
Princesse Ella, est une artiste ivoirienne, du département de Fresco(Côte d'Ivoire). 

## Biographie
De son vrai nom Beugré Ella Bienvenue, elle épouse l'auteur-compositeur-interprète Tra, ayant à son actif 5 albums chantés dans plusieurs langues dont le français et le godié, sa langue maternelle. Elle est aussi directrice d’une librairie chrétienne, Présidente de la Fondation "Eau Vive" et la mère de trois enfants dont deux filles et un garçon.

## Carrière professionnelle
En 1990, Princesse Ella intègre la chorale et le groupe musical de son église. Choriste puis lead vocal dans plusieurs célèbres groupes musicaux moderne, elle sort en 2002 son premier album qui est intitulé Jésus est magnifique.
Cinq ans plus tard en 2007, elle met sur le marché La via dolorosa avec des sonorités modernes ainsi que du rythme de la musique de Côte d’Ivoire. 
En 2010, elle présente aux auditeurs son maxi single Jésus règne, puis en 2014, son quatrième album Que tu es beau offrant 15 titres. 
C’est en 2016 que sort Libre de l'Adorer, son dernier album. 
Ses cinq albums ont permis à Princesse Ella de visiter Israël tout comme plusieurs pays d’Afrique (le Togo, le Bénin, le Ghana, le Nigéria…) et d’Europe (la France, la Belgique, l'Italie). Elle a par moments partagé la scène avec des chanteurs comme Ron Kenoly, Peter lewis, Marcel Bongou entre autres.

## Discographie
- 2016 : Libre de l'Adorer
- 2014 : Que tu es beau
- 2010 : Jésus règne
- 2007 : La via dolorosa
- 2002 : Jésus est magnifique

## Récompenses
- 2012: Meilleur album chrétien  au  chandelier d'or en Côte d'Ivoire
- 2008: Ambassadeur de bonne volonté du tourisme en Israël